# کوه فروم (واشنگتن)
کوه فروم (به انگلیسی: Mount Fromme) یک کوه و قله در ایالات متحده آمریکا است که در واشینگتن واقع شده‌است. کوه فروم ۲٬۰۴۳٫۷۱ متر بالاتر از سطح دریا واقع شده‌است.